# Thereva fulvibarba
Thereva fulvibarba är en tvåvingeart som beskrevs av Krober 1912. Thereva fulvibarba ingår i släktet Thereva och familjen stilettflugor. Inga underarter finns listade i Catalogue of Life.